# جمعية فائض ما لديكم
جمعية فائض ما لديكم هي جمعية فلسطينية مسجلة رسمياً وهي حصيلة مبادرة بدأت في عام 2013 وتقوم على مساعدة المحتاجين من فئات المجتمع المهمشة والفقيرة من أبناء الشعب الفلسطيني. بدأت فكرة بسيطة من مدينة رام الله وهي الفائض من الطعام النظيف وتوزيعه على الأسرالفقيرة في بيوتها، ثم تتطورت الفكرة لتشمل ملابس للعيد وكافة إحتياجات الحياة وانتشرت الفكرة لتعم كل محافظات الضفة من شمالها إلى جنوبها، ثم إنتقلت من المواد الغذائية إلى إعادة تأهيل وتعمير أماكن السكن وتأثيث البيوت، وصولاً إلى منح دراسية للطلاب في الجامعات والتأمين الصحي وتوفير فرص عمل ودعم مشاريع صغيرة.

## الرؤية
تكمن أهمية الجمعية في دعمها لإنتشار ثقافة الخير وتصويب الفكر الإجتماعي والتنموي الذي يقوم بإحياء العمل التطوعي والتعاون والعطاء لما لذلك من دور حيوي في تعزيز وتوحيد النسيج الإجتماعي الفلسطيني بتوفير المتطلبات الإجتماعية والإقتصادية لتعزيز صمود الناس ومواجهة التحديات الإقنصادية الصعبة التي يمر بها أبناء الشعب الفلسطيني.

## المشاريع
للجمعية نشاطات عديدة ومتنوعة وكبيرة شملت كل المحافظات الفلسطينية وأصبحت الجمعية تقدم مشاريع لتمكين الأسر المحتاجة وتعود عليهم بالدخل ومن هذه المشاريع:
- مشروع دكان للأدوات منزلية.
- دكان لمواد تجميل.
- دكان لمواد التنظيف
- مشروع ثروة حيوانية "تربية أغنام".

وتوزعت المشاريع على عدد من القرى والتجمعات السكانية مثل: قرية الزاوية وحارس وزيتا جماعين وفرخة وقرية رافات.